# Krest'janskaja Zastava
Krest'janskaja Zastava (in russo Крестьянская Застава ~ Avamposto dei Contadini?) è una stazione della Metropolitana di Mosca, situata sulla Linea Ljublinsko-Dmitrovskaja. Fu inaugurata il 28 dicembre 1995 come porzione della prima tratta del ramo Ljublinskij.
Come la sua vicina Rimskaja, la stazione non ha aree di servizio al di sotto della banchina, in quanto sorge di un blocco monolitico. Alla profondità di 47 metri, è una stazione suddivisa in tre ambienti (due banchine separate da un corridoio centrale). Gli architetti Nikolaj Ivanovič Šumakov e Natalija Shurygina applicarono il tema del lavoro dei contadini, e le decorazioni constano di marmo chiaro e alluminio, insieme a mosaici decorativi al termine del corridoio (opera di N.Andropov e Yu.Shishkov). Il pavimento è ricoperto da una trama di granito grigio e nero, e l'impianto di illuminazione è nascosto nelle nicchie del soffitto.
La stazione ha un ingresso, collegato tramite sottopassaggi con la piazza a cui è intitolata la stazione. Nel 1997 fu aperto un punto di interscambio con la stazione Proletarskaja, situata sulla Linea Tagansko-Krasnopresnenskaja